# Super Mario Bros. (саундтрек)
Super Mario Bros. theme, официально известная также как «Ground Theme» (яп. 地上BGM Chijō BGM, lit. «Aboveground BGM»), является основной музыкальной темой видеоигры «Super Mario Bros.», выпущенной в 1985 году компанией Nintendo. Это одна из шести тем, сочинённая японским композитором Кодзи Кондо для игр о Марио. Тема написана в ритмах джазового калипсо в тональности до мажор.
После включения в игру тема стала неотъемлемой частью серии и неоднократно использовалась в более поздних играх о знаменитом водопроводчике. Ремиксы темы использовались также и в других играх, например, в «Tetris DS» и «Nintendogs».

## Композиция

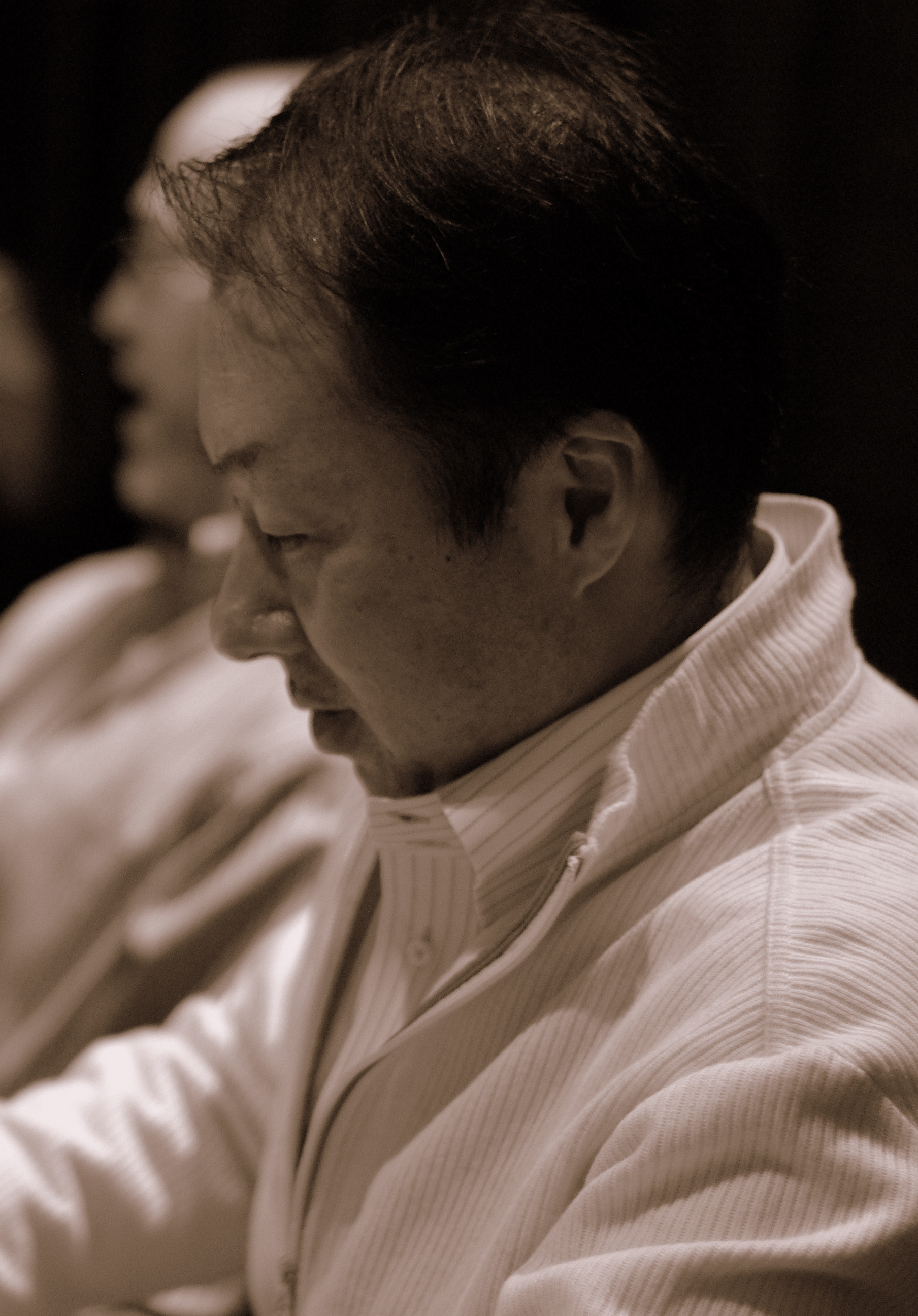
Кодзи Кондо был ответственным за музыкальное сопровождение игры

Это самая длинная по продолжительности тема из этой игры. Первоначально композитор планировал ограничиться только ею, но позже написал ещё пять тем. Он говорил, что если музыка не будет сочетаться с прыжками и бегом Марио, будет отвлекать от игрового процесса или не гармонировать с ним, то он перепишет тему.
Интересно, что композитор использовал лишь маленькую клавиатуру для написания музыки.
Первоначальный вариант темы, созданный для «Super Mario Bros.», был основан на более раннем прототипе игры. Кондо описал эту тему, как более «ленивую» и медленную. Однако позже игра претерпела изменения, и композитор понял, что данная тема уже не подходит, поэтому переработал её и увеличил темп.
В одном из своих интервью композитор отметил, что мелодии приходят к нему во время повседневной деятельности.
Композитору была предоставлена полная творческая свобода во время сотрудничества с создателем игры Сигэру Миямото. Миямото показывал композитору записи музыки такого типа, какую он хотел бы слышать в игре, но конкретного ничего не требовал. Среди записей была музыка в латинском ритме.
Когда выяснилось, что композиция не должна превышать 100 секунд, тема была ускорена.
На конференции Game Developers Conference Кондо отметил, что тема гармонирует с общим ритмом и балансом игры. Он проиллюстрировал это с помощью короткого видеоклипа, в котором игрок совершал действия синхронно с музыкой. Он также отметил, что тема отражает практическую направленность серии. Кондо заявил, что не знает — смог бы он написать для игры более удачную тему, но был бы не против попробовать.

### Использование в других играх
Тема из игры использовалась и в других играх серии Mario — в нескольких уровнях игры «Super Mario Bros. 2», в «секретных уровнях» «Super Mario Sunshine», а также в «Специальном уровне» «Super Mario World».
Она звучала в каждой части серии Super Smash Bros., а также в игре «Super Smash Bros. Brawl» под заглавием «Ground Theme» и «Ground Theme 2». «Ground Theme» была исполнена Кондо на фортепиано, а «Ground Theme 2» была аранжирована Ивасаки Масаки.
Тема присутствует в играх «Super Mario Galaxy» и «Super Mario Galaxy 2», а также в одном из уровней «New Super Mario Bros.» и «New Super Mario Bros. Wii». Она же проигрывается в начальной заставке игры «Super Mario 64» и в её ремейке — «Super Mario 64 DS», в играх «Mario Golf» и «Mario Tennis».

### Использование вне игровой индустрии
Тема неоднократно использовалась в других областях культуры. Она присутствует в аниме-фильме Super Mario Bros.: The Great Mission to Rescue Princess Peach!, в мультсериале «Супершоу супербратьев Марио», в отдельных моментах фильма «Супербратья Марио», а также во многих телевизионных программах.

## Концертные исполнения
Тема исполнялась на многих концертных выступлениях, в том числе «PLAY! Chicago», Колумбийской Симфонии, Mario & Zelda Big Band Live, Play! A Video Game Symphony и других представлениях.
Фестиваль Video Games Live был открыт именно темой Кодзи Кондо.

## Нотная запись
Компания Nintendo официально не публиковала партитур к видеоиграм, но высокий спрос на ноты из игры «Super Mario Bros.» способствовал появлению большого количества вольных интерпретаций мелодии, зачастую не совсем точных.
10 июля 2010 издательство Yamaha Music Media выпустило две официальных книги с нотами — одна с фортепианным соло, другая — с гитарным, в которые вошла тема Super Mario Bros..
В 2011 году три официально лицензированных нотных альбома музыки из «Super Mario Bros.» вышли в издательстве Alfred Music, каждый из которых, по утверждению издательства, был одобрен Nintendo.